# 狙擊生死線
是一部2007年的美國動作驚悚電影，改編自作家史蒂芬·杭特的1993年小說《衝擊點》，由安東尼·法奎執導，馬克·華伯格主演。該片在2007年3月23日於北美上映，DVD則是在同年6月26日上架，並且攻佔銷售排行榜。

## 劇情
包伯·李·史瓦格，一位實力高強的狙擊兵，在一次任務中被上級遺棄，導致搭檔不幸陣亡。史瓦格隨後就退役隱居山中，直到一個名為強森的退役上校請史瓦格出來保護美國總統的安全。在深山中練習後發現這樣的狙擊是有可能的之後，史瓦格同意幫忙，還四處探勘現場地形、風向、風速等狙擊參數。之後動身前往和強森會合。他們藏在一個空房間，衣索比亞的主教也在總統之後發表演說，此時主教突然被一顆子彈打中，史瓦格一轉頭，一名被買通的警官對他開槍，史瓦格中彈後逃跑。途中遇到一位FBI菜鳥探員：尼克·孟斐斯，史瓦格搶了他的槍和車逃跑，之後被包圍時將車開進河中，史瓦格則游泳逃逸，途中用他在軍中所學的知識療傷，並發現他已經變成全國通緝犯。
史瓦格逃到死去搭檔的老婆：莎拉·芬家中，莎拉幫她處理傷口。而史瓦格在痊癒後打算反擊，叫莎拉暗示尼克偵辦方向。途中史瓦格被兩名警察盤查，史瓦格打昏他們後逃跑。而尼克一直努力查槍擊案，並認為史瓦格不是兇手。最後他發現兇手用的是遙控裝備，但隨即就被武裝份子綁走，並不斷用刑，就在他們要處決尼克時，史瓦格在小船上將他們一一擊斃，救了尼克。死裡逃生的尼克，加入了史瓦格的反擊陣線，他們前往拜訪一位軍武知識豐富的老人「智慧(Wisdom)」，發現強森一行人使用「紙包法」，讓彈殼上的膛線痕跡可以符合另一把槍，還問出嫌犯可能是一位已經殘廢的狙擊高手，史瓦格決定去找他問個明白。不過他也知道是個陷阱，所以做了許多準備：自製出燃燒彈、高爆彈、煙霧彈等，還給尼克做了狙擊訓練。
到了目的地，史瓦格摸掉了所有哨兵，順便將炸彈安設定位，順利潛入宅邸見到那位高手，他供出幕後主使是一位蒙大拿的參議員後就自殺了。而史瓦格錄了音當作把柄，不過對方增援部隊也抵達，史瓦格和尼克殺出重圍，還擊落了一架直升機，逃出生天。而強森一夥人為了引出史瓦格，派人前往綁架莎拉，莎拉持散彈槍抵抗擊斃一名綁匪，但還是被綁走了。史瓦格得知後，雙方便約了地點會面，強森派人狙擊史瓦格，不料出現的卻是尼克，而子彈也被防彈板檔住。隨後埋伏的狙擊手被史瓦格一一擊斃，一位綁匪拿莎拉當肉盾，手卻被史瓦格打爛，這時他才現身救出莎拉。
就在雙方談判時，FBI接獲史瓦格留下的情資趕到現場，史瓦格燒掉了錄音機就地投降。被FBI逮捕歸案後，史瓦格要求召開了聽證會，在確認他的狙擊槍被FBI扣留後完全沒用過後，史瓦格裝上一顆子彈瞄準強森並扣下扳機，結果發現根本無法擊發，成功自證清白。一旁的尼克也立刻出示強森在衣索比亞屠殺平民的影像，不過由於事發在國外，美國無法可管。而史瓦格也當場無罪釋放。就在強森和蒙大拿的參議員在偏遠別墅飲酒作樂時，一具衛兵的屍體突然從天花板掉下來，強森剛起身想逃就被打死，車子也被炸掉。此時史瓦格躲在地板下，聽音辨位開槍打傷一個隨從，一名衛兵對地面開槍掃射，史瓦格卻從門口出現將他擊斃，再打死受傷的隨從，參議員掙扎地從地上爬上沙發，大罵史瓦格大膽，史瓦格則以一顆子彈做回應。之後把槍放在強森手中，並將別墅炸掉毀屍滅跡，最後跳上莎拉的車離開。

## 訓練與武器
狙擊生死線一片講求真實的狙擊動作顯示，也因此身為男主角的馬克·華伯格，必須接受片商邀請的前美國海軍狙擊手派翠克·蓋瑞提的訓練。但是華伯格擁有相當好的體能狀況，也因此蓋瑞提便給予華伯格嚴厲且真實的狙擊訓練。不過對於華伯格最難的地方便是他要在電影當中雙手能夠持槍 （演員為左撇子）。華伯格的訓練包括校準瞄準鏡、在有風的環境下射擊判斷、快速的操作、開發新的生存技巧。長距離射擊訓練最遠為1100碼，其他包括吉利服的使用。不過這些訓練都很成功，法奎甚至想指派蓋瑞提為片中的軍事科技顧問。
片中所使用的武器包括：
- 巴雷特M107狙擊步槍
- CheyTac M200干預型狙擊步槍
- 雷明登700
- 雷明登700P
- 雷明登M341.22 LR手動步槍
- M40狙擊步槍
- M4A1突擊步槍
- HK G36K突擊步槍
- 雷明登870泵動式霰彈槍
- 白朗寧M2重機槍
- DShK重機槍
- SIG P226半自動手槍
- 瓦爾特P99手槍
- 格洛克手槍（出現的型號包括：17、20、22、31和37）
- 貝瑞塔M92FS手槍

## 角色
- 馬克·華伯格 飾 包伯·李·史瓦格（Bob Lee Swagger）
- 麥可·潘納 飾 尼克·孟斐斯
- 丹尼·葛洛佛 飾 伊薩·強森上校
- 凱特·瑪拉 飾 莎拉·芬
- 伊萊斯·科提斯 飾 傑克·潘恩
- 蘿娜·米莎 飾 亞勞德絲·蓋琳朵
- 納德·畢提 飾 查理·F·米瓊
- 路易斯·費雷拉 飾 霍華·波諾爾
- 塔特·多諾萬 飾 魯斯·特納
- 雷德·希伯吉亞 飾 麥可·山德
- 雷蒙·海姆 飾 雷特先生

## 製作
主體拍攝於2006年6月18日開始，於溫哥華進行製作。

## 電視劇重啟版
2016年，USA電視台播放改編本片的同名電視劇《狙擊生死線》，馬克·華伯格擔任監製，瑞恩·菲利普飾演史瓦格。

## 外部連結
- 官方網站 （页面存档备份，存于）
- 互联网电影数据库（IMDb）上《狙擊生死線》的资料（英文）
- 爛番茄上《Shooter》的資料（英文）
- Metacritic上《Shooter》的資料（英文）
- Box Office Mojo上《Shooter》的資料（英文）
- AllMovie上《狙擊生死線》的资料（英文）
- Yahoo奇摩電影上《Shooter》的資料（繁體中文）